# ARC Bratislava
ARC Bratislava, en forme longue Auto Racing Club Bratislava est une écurie slovaque de course automobile.

## Histoire

### Origine et création
L'histoire de l'écurie ARC commence en 1997 lorsqu'elle est formée par ses deux membres fondateurs, Miro Konôpka (ou Miroslav Konôpka) et Dusan Vyslozil. Ils décident d’intégrer le nom de la ville où est basée l'écurie dans le patronyme de la structure.
Au début, l’équipe dispute beaucoup d’épreuves dans son pays avant d’aller voir au-delà de ses frontières. Ils font leurs premiers pas en Porsche Supercup en 2003 puis en championnat FIA GT, dans la catégorie N-GT, avec une Porsche 911 GT3 RSR (996) en 2005, avec Miroslav Konôpka au volant. L’écurie va ensuite s’engager à tour de rôle en American Le Mans Series (12 Heures de Sebring), en championnat FIA GT avec une Saleen S7-R, Le Mans Series en 2009 (une seule course toujours avec la Saleen S7-R) et en 24H Series (24 Heures de Dubaï, 12 Heures de Sepang, 24 Heures de Barcelone,…). Championnat qu’elle dispute toujours.
En parallèle, Miroslav Konôpka participe à deux reprises aux 24 Heures du Mans. Sa première apparition remonte à 2006 avec l’équipe T2M Motorsport du regretté Ietoshi Kaneko, en compagnie de Jean René De Fournoux et Yutaka Yamagishi, où ils seront contraints à l’abandon. En 2010, avec le Team Felbermayr Proton et les Felbermayr père et fils comme coéquipiers, Mirko Konopka prend de nouveau le départ. Le trio terminera vingt-quatrième du classement général et huitième en catégorie GT2 sur une Porsche 911 GT3 RSR (997).
En 2012, l’équipe s’engage pour la première fois en Blancpain Endurance Series avec une Porsche 911 GT3 R (997) (Miroslav Konôpka, Zdena Mikulasko, Stefano Cortti et Christoff Corten). Il poursuit en 2013 avec la même auto mais dans une catégorie différente (Gentlemen Trophy) et avec un équipage modifié : Miroslav Konôpka, Ahmad Al Harthy, Jan Raska, Marco Schelp.
Pendant l’hiver 2015 / 2016, ARC Bratislava dispute l’Asian Le Mans Series en catégorie GT avec une Audi R8 LMS Ultra et termine septième.
En 2016, ARC Bratislava fait son retour en Blancpain Endurance Series et termine quatrième de la catégorie Pro Am, avec une Lamborghini Huracán GT3. On retrouve ensuite de nouveau l’équipe en Asian Le Mans Series où elle engage deux autos, des Ginetta LM P3. La première est principalement confiée à Mirko Konopka, Darren Burke et Mike Simpson (n°4). La seconde est pilotée par Neal Muston, Konstantins Calko (n°7). Finalement, ARC Bratislava termine à la cinquième place grâce à la voiture n°7, et décroche le titre honorifique de vice-champion de la catégorie LM P3, avec 61 points et une victoire (4 Heures de Buriram, Thaïlande) avec la n°4.
En 2017, ARC Bratislava n’est pas engagé dans un championnat particulier. Cependant, la Ligier JS P217 jaune fluo de l’équipe est au départ des 24 Heures du Mans. Mirko Konopka et Konstantins Calko sont à son volant. Le second nommé est âgé de vingt-trois ans et d’origine lettone. Il a été sacré champion en Radical European Masters Series en 2012 et s’est classé troisième du championnat pilotes dans la catégorie LMP3 en European Le Mans Series en 2015. Les deux hommes épaulent l’un des benjamins de l’épreuve, Rik Breukers. Ce jeune néerlandais de dix-huit ans a déjà une solide expérience en sport automobile car il a pris part à différentes séries de tourisme, à la catégorie LM P3 (vingtième du championnat pilotes LM P3 en 2016), GT3 ou encore Lamborghini Super Trofeo. La structure Lanan Racing apporte un soutien technique à l'écurie de Mirko Konopka pour l’engagement aux 24 Heures du Mans. En dehors du propriétaire, ses deux coéquipiers et toute la structure font leurs débuts dans la Sarthe. Miroslav Konôpka envisage un passage en LMP1 pour le Championnat du monde d'endurance FIA 2018-2019 avec Ginetta.

## Résultats en compétition automobile

### Résultats en championnat Asian Le Mans Series
| Année     | Classe  | no | Châssis            | Moteur                              | ZHU      | FUJ   | BUR   | SEP   | Points | Classement |
| --------- | ------- | -- | ------------------ | ----------------------------------- | -------- | ----- | ----- | ----- | ------ | ---------- |
| 2015-2016 | GT      | 7  | Audi R8 LMS        | Audi 5,2 L V10 Atmo                 | FUJ 4    | SEP 8 | BUR 6 | SEP 8 | 28     | 7e         |
| 2016-2017 | LMP3    | 4  | Ginetta-Juno P3-15 | Nissan VK50VE 5,0 L V8 Atmo         | ZHU 4    | FUJ 2 | BUR 1 | SEP 6 | 63     | 2e         |
| 2016-2017 | LMP3    | 7  | Ginetta-Juno P3-15 | Nissan VK50VE 5,0 L V8 Atmo         | ZHU 5    | FUJ 4 | BUR 2 | SEP 7 | 46     | 5e         |
| 2017-2018 | LMP2    | 4  | Ligier JS P2       | Nissan VK45DE 4,5 L V8 Atmo         | ZHU 3    | FUJ 4 | BUR 4 | SEP 4 | 51     | 3e         |
| 2018-2019 | LMP2    | 4  | Ligier JS P2       | Nissan VK45DE 4,5 L V8 Atmo         | ZHU 4    | FUJ 3 | BUR 4 | SEP 4 | 51     | 3e         |
| 2018-2019 | LMP3    | 44 | Ginetta-Juno P3-15 | Nissan VK50VE 5,0 L V8 Atmo         | ZHU      | FUJ   | BUR   | SEP 9 | 2      | 10e        |
| 2019-2020 | LMP2 Am | 4  | Ligier JS P2       | Nissan VK45DE 4,5 L V8 Atmo         | SHA Abd. | BEN 3 | SEP   | CHA   | 16     | 4e         |
| 2021      | LMP3    | 44 | Ginetta G61-LT-P3  | Nissan VK56 5,6 L V8 Atmo           | DUB Abd. | DUB 8 | ABU 6 | ABU 9 | 14     | 9e         |
| 2022      | LMP2    | 44 | Ligier JS P217     | Gibson GK428 4,2 L V8 atmosphérique | DUB 4    | DUB 4 | ABU 5 | ABU 4 | 51     | 4e         |

### Résultats en Championnat du monde d'endurance
| Année     | Classe | no | Châssis        | Moteur                              | 1        | 2      | 3      | 4     | 5      | 6      | 7   | 8        | 9   | Points | Classement |
| --------- | ------ | -- | -------------- | ----------------------------------- | -------- | ------ | ------ | ----- | ------ | ------ | --- | -------- | --- | ------ | ---------- |
| 2017      | LMP2   | 49 | Ligier JS P217 | Gibson GK428 4,2 L V8 atmosphérique | SIL      | SPA    | LMS 20 | NÜR   | MEX    | CDA    | FUJ | SHA      | BHR | 0      |            |
| 2018-2019 | LMP2   | 44 | Ligier JS P217 | Gibson GK428 4,2 L V8 atmosphérique | SPA      | LMS    | SIL    | FUJ   | SHA    | SEB    | SPA | LMS Abd. |     | 0      |            |
| 2021      | LMP2   | 44 | Ligier JS P217 | Gibson GK428 4,2 L V8 atmosphérique | SPA Abd. | POR 11 | MNZ 10 |       |        |        |     |          |     | 8      | 11e        |
| 2021      | LMP2   | 44 | Oreca 07       | Gibson GK428 4,2 L V8 atmosphérique |          |        |        | LMS 9 | BHR 10 | BHR 11 |     |          |     | 8      | 11e        |
| 2022      | LMP2   | 44 | Oreca 07       | Gibson GK428 4,2 L V8 atmosphérique | SEB 13   | SPA    | LMS    | MON   | FUJ    | BHR    |     |          |     | 0*     | *          |

* Saison en cours.